# Balvi (distrito)
Balvi (letão: Balvu rajons) é um distrito do nordeste da Letônia localizado na região de Latgale. Sua capital é a cidade de Balvi.
Faz divisa com os distritos de Alūksne ao norte, Gulbene a oeste, Madona a sudoeste, Rezekne e Ludza ao Sul. A leste faz fronteira com a Rússia.
A população é composta de letões 77,8 %, russos 18,4 %, ucranianos 0,8 % e outros 3 %.